# Portugal i Eurovision Song Contest 2012
Portugal deltog i Eurovision Song Contest 2012 i Baku i Azerbajdzjan.

## Uttagning
Landet valde sitt bidrag genom sin nationella uttagning Festival da Canção. Finalen hölls den 10 mars 2012 och vinnare blev Filipa Sousa med sin låt "Vida minha". Hon var både juryns favorit och folkets favorit då hon fick tolv poäng av vardera, det högsta möjliga. På andra plats med 16 poäng, 8 mindre än Filipa, kom Cúmplices med låten "Será o que será".

## Vid Eurovision
Portugal deltog i den andra semifinalen den 24 maj. Där hade de startnummer 6. De lyckades dock inte ta sig vidare till finalen.